# Heterovonones
Heterovonones is een geslacht van hooiwagens uit de familie Cosmetidae.
De wetenschappelijke naam Heterovonones is voor het eerst geldig gepubliceerd door Roewer in 1912. 

## Soorten
Heterovonones omvat de volgende 2 soorten:
- Heterovonones incrassatus
- Heterovonones insularis